# Homa Sarshar
Homa Sarshar (persa: هما سرشار; también romanizado como Homā Sarshār) es una escritora, activista, feminista y periodista iraní-estadounidense. Fue columnista de la revista Zan-e-Ruz y del periódico Kayhan entre 1964 y 1978. Se estableció en Los Ángeles en 1978, un año antes de la Revolución iraní.

## Biografía
Homa Sarshar nació en Shiraz en 1946 en una familia judía y se crio en Teherán. Estudió literatura francesa en la Universidad de Teherán, luego obtuvo una maestría en periodismo de la Escuela de Comunicaciones Annenberg, (California) y un doctorado en Periodismo de la Facultad de Letras y Ciencias de la American World University.
Comenzó su carrera periodística en 1964, en el semanario Zan-e Rouz (Mujer moderna). En 1970 comenzó a colaborar con el diario Kayhan, donde se desempeñó como reportera y columnista. En esos años desarrolló dos proyectos de investigación: "Un estudio de los resultados del plan de control familiar en familias de bajos ingresos" y "Mujeres iraníes en el mercado laboral". Estos trabajos fueron reconocidos con la Medalla de Oro de la Organización de Mujeres Iraníes por "defender los derechos de las mujeres".
En 1989 se unió a la Iranian Women Studies Foundation, una organización dedicada a promover el intercambio de ideas sobre cuestiones relacionadas con las mujeres iraníes. 

Desde 1993, Sarshar es asesora de Human Rights Watch. En 1995 fundó el Centro para la Historia Oral Judía Iraní (CIJOH, por las siglas en inglés de Center for Iranian Jewish Oral History) y en 2005 el Centro para las Artes Creativas Iraníes (CICA - Center for Iranian Creative Arts), una organización sin fines de lucro en Los Ángeles.
A lo largo de su trayectoria, ha escrito, dirigido y producido una colección de veinte vídeos documentales sobre escritores, poetas y artistas iraníes exiliados, algunos de los cuales han sido adquiridos por la Biblioteca del Congreso de Estados Unidos para el archivo audiovisual permanente de la biblioteca. En el marco de su trabajo en los medios audiovisuales iraníes e iraní-estadounidenses, Sarshar ha realizado más de 1500 entrevistas y ha producido y conducido programas de radio y televisión.

## Publicaciones
Homa Sarchar ha publicado numerosos artículos de investigación. Entre sus libros publicados se encuentran:
- Khaterāt sha'ban Ja'fari (en iranio). Teherán: Sales. 2002. ISBN 9789647230643.
- The History of Contemporary Iranian Jews, Vol. 3 (en inglés). Beverly Hills: Center for Iranian Jewish Oral History. 1999. ISBN 9780966129113.
- The History of Contemporary Iranian Jews, Vol. 2 (en inglés). Beverly Hills: Center for Iranian Jewish Oral History. 1997. ISBN 9780966129106.
- Terua: The History of Contemporary Iranian Jews, Vol. 1 (en inglés). Beverly Hills: Center for Iranian Jewish Oral History. 1996. ISBN 9781883819125.
- In the Back Alleys of Exile (en inglés). KETAB Corp. 1993. ISBN 978-1883819002. Ensayos y poesía.[7]

## Reconocimientos
Homa Sarshar ha recibido numerosos premios por su trabajo:
- Medalla al Logro Especial en Derechos de la Mujer, otorgada por la Organización de Mujeres Iraníes de Teherán, Irán
- Premio de Periodismo: Mujeres iraníes distinguidas por la Enciclopedia Iranica
- Elogio de los Servicios de Asuntos Comunitarios por el Condado de Los Ángeles
- Medalla de Honor de Isla Ellis